# Jürgen Töpfer
Jürgen Töpfer (* 19. Dezember 1946 in Hamburg; † 10. Februar 2003) war ein deutscher Jurist, Immobilienmanager und Hamburger Politiker (CDU).
Sein Abitur macht Töpfer 1966 am Christianeum Hamburg. Anschließend machte er eine Banklehre und studierte an der Universität Hamburg Rechtswissenschaften. Von 1976 bis 1977 war er als Wissenschaftlicher Assistent beim Deutschen Bundestag in Bonn.
Hauptberuflich wurde Töpfer, ab 1977 Angestellter des Landesverbands Hamburger Haus-, Wohnungs- und Grundeigentümer-Vereine, Geschäftsführer in der Wohnungswirtschaft.
Von 1974 bis 1978 (als Deuputierter der Baubehörde) und von 1986 bis zu seinem Tode 2003 gehörte er der Bezirksversammlung Altona an; zuletzt als CDU-Fraktionsvorsitzender. Er galt als Stadtplanungsexperte und setzte sich intensiv für die Dezentralisierung der Verwaltung ein.
1971 war er CDU-Vorsitzender in Bahrenfeld. Bei der Bürgerschaftswahl in Hamburg 1978 wurde Töpfer von seiner Partei auf den CDU-Landeslistenplatz 41 gesetzt und zog als Bürgerschaftsabgeordneter in die Hamburgische Bürgerschaft ein. Dieses Mandat führte er in der 9., 10. und 11. Wahlperiode bis 1986.
Töpfer starb im Alter von 56 Jahren an einer Nierenfunktionsstörung; zuvor hatte er bereits drei Schlaganfälle erlitten.
Im Neubaugebiet Othmarscher Höfe in Hamburg-Othmarschen wurde 2011 die Johann-Mohr-Straße in Jürgen-Töpfer-Straße umbenannt.